# 5894 Telč
5894 Telč là một tiểu hành tinh vành đai chính với chu kỳ quỹ đạo là 1182.7363466 ngày (3.24 năm).
Nó được phát hiện ngày 14 tháng 9 năm 1982.